# Florian Resetarits
Florian Resetarits (* 28. August 1986 in Güssing, Burgenland) ist ein österreichischer Sänger und Schauspieler.

## Leben
Florian Resetarits steht seit seiner Kindheit auf der Bühne. Bereits mit sechs Jahren begann er, Klavier zu spielen, mit 15 Jahren nahm er erstmals Gesangsunterricht. Er absolvierte seine Matura im musikalischen Zweig des Bundesoberstufenrealgymnasiums Güssing und studierte von 2005 bis 2009 Musikalisches Unterhaltungstheater am Konservatorium der Stadt Wien (heute: Musik- und Kunst Privatuniversität Wien), wo er von 2014 bis 2017 auch den Lehrgang Master of Arts Education absolvierte.
Größere Bekanntheit erlangte er in der Rolle des Koukol in der 20-jährigen Jubiläumsproduktion von Tanz der Vampire der Vereinigten Bühnen Wien am Wiener Ronacher und als Fridolin Weber in der Tourproduktion von Mozart! in Shanghai und Duisburg. Zudem tritt er regelmäßig bei den Musicalproduktionen in Bad Ischl, Baden und Güssing auf.

## Repertoire (Auswahl)
- Gaston in Gigi
- Titelrolle in Jekyll & Hyde
- Freddy in My Fair Lady
- Dr. Blind in Die Fledermaus
- Master of Ceremonies in Cabaret
- Fridolin Weber / Thorwarth in Mozart!
- Koukol in Tanz der Vampire
- Priester in Jesus Christ Superstar
- Bob Alcorn in Bonnie und Clyde
- Ruitersplat, Gerichtsbeisitzer in Die geschiedene Frau von Leo Fall
- Andy in 2 wie Bonnie und Clyde
- Zoser in Aida
- Erzengel Raphael in Drei Engel auf Erden von Pavel Singer und Beppo Binder
- Reverend Moore in Footloose
- Reb Nachum in Anatevka
- Nick in Flashdance
- Little John in Robin Hood von Robert Persché
- Verschiedene Rollen in Sunset Boulevard
- Dr. Jack Seward / Dracula (Cover) in Dracula
- Verschiedene Rollen in Hair
- Leocritus und Teiresias in Odysseus von Beppo Binder und Pavel Singer